# Diorhabda
Diorhabda es un género de escarabajos de la familia Chrysomelidae. Weise describió el género en 1883.
El género es nativo de Eurasia, pero algunas especies han sido introducidas intencionalmente como controles biológicos. Las larvas y adultos de algunas especies se alimentan exclusivamente de Tamarix.
Esta es la lista de especies que lo componen:
- Diorhabda brevicornis Jacoby, 1889
- Diorhabda carinulata (Desbrochers, 1869)
- Diorhabda elongata (Brullé, 1832)
- Diorhabda fischeri (Faldermann, 1837)
- Diorhabda inconspicua (Jacoby, 1894)
- Diorhabda koltzei (Weise, 1900)
- Diorhabda lusca Maulik, 1936
- Diorhabda nigrifrons (Laboissiere, 1914)
- Diorhabda octocostata Gahan, 1896
- Diorhabda persica (Faldermann, 1837)
- Diorhabda rickmersi (Weise, 1900)
- Diorhabda robusta (Jacoby, 1899)
- Diorhabda rybakowi (Weise, 1890)
- Diorhabda tarsalis (Weise, 1889)
- Diorhabda trirakha (Maulik, 1936)
- Diorhabda yulensis (Jacoby, 1886)